# Tectaria platanifolia
Tectaria platanifolia là một loài dương xỉ trong họ Tectariaceae. Loài này được Mett. Holttum mô tả khoa học đầu tiên năm 1991.